# Тикерний апарат

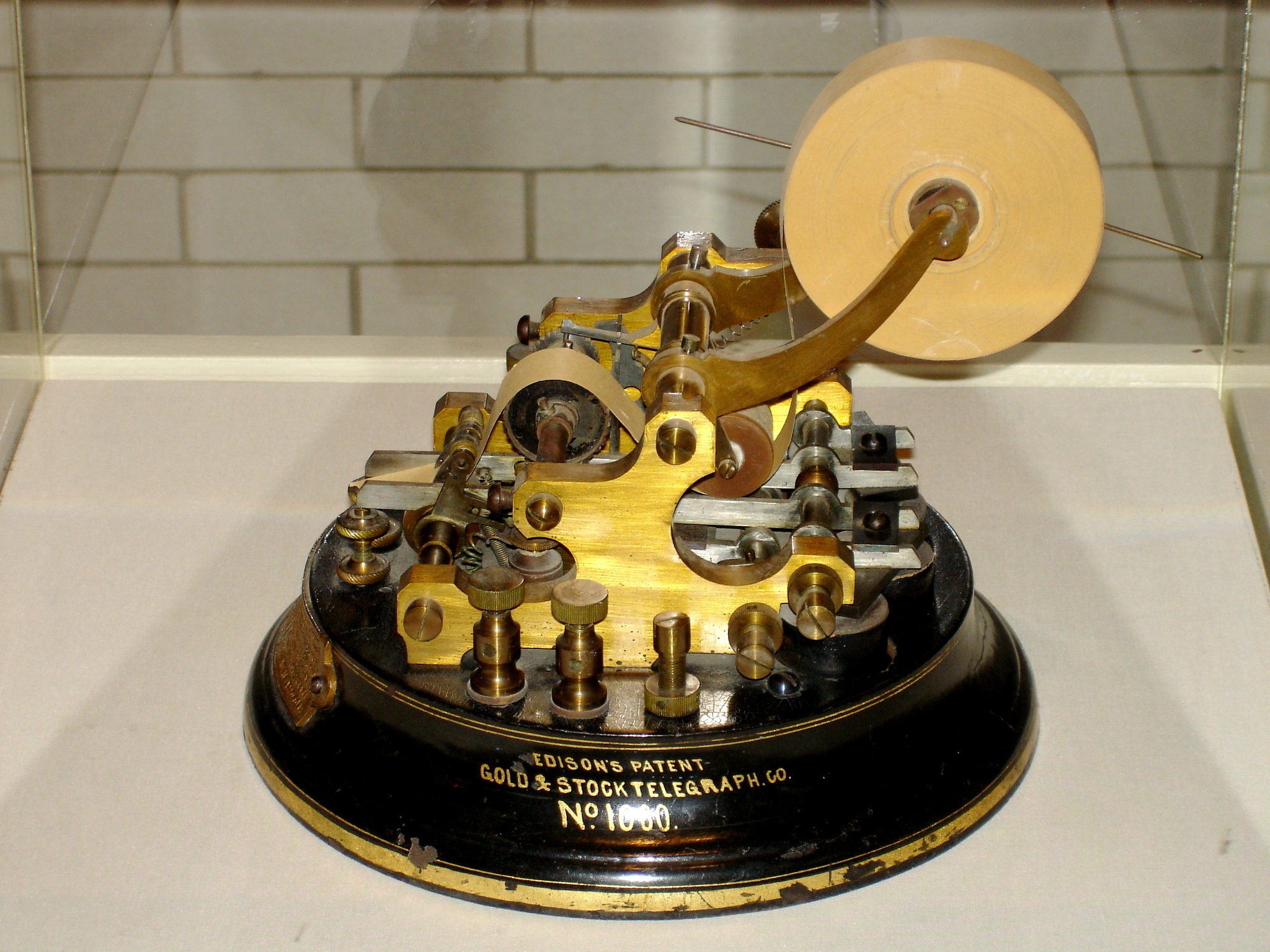
Тикерний апарат Едісона

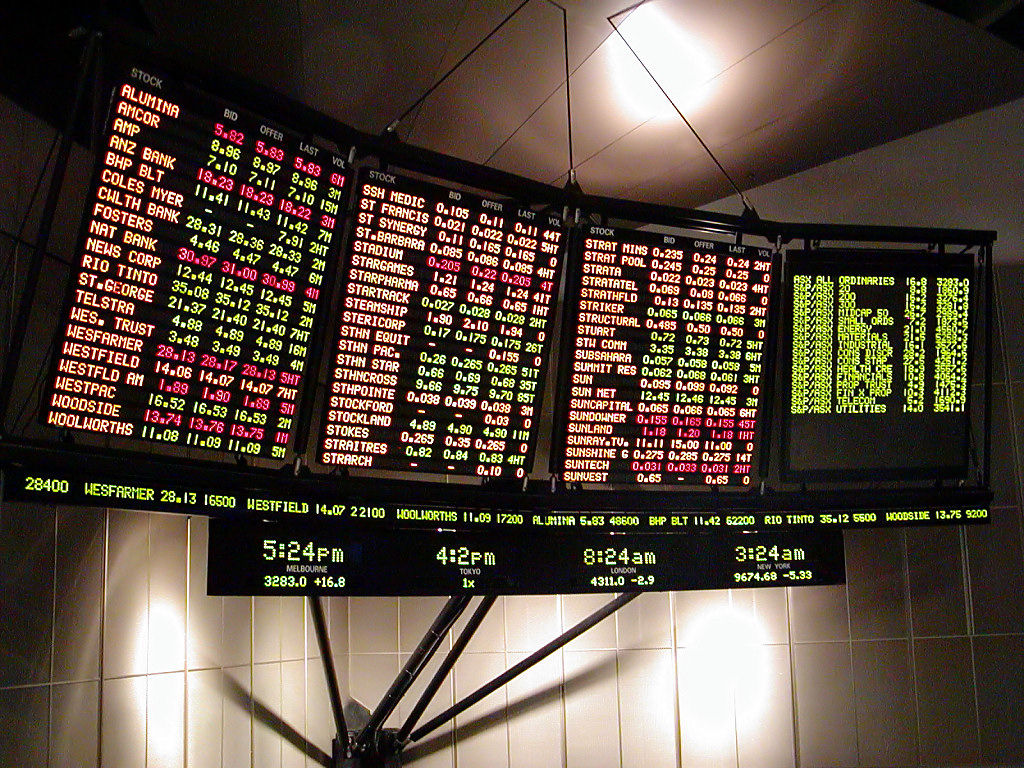
Сучасний тікерний монітор

Тикерний апарат (англ. ticker tape machine) — апарат для передачі телеграфним або телексним засобом поточних котировок акцій. Томас Едісон у 1869 році створив одну із перших реалізацій — «Універсальний тикерний апарат». Спеціальна друкарська машинка підключалася до телеграфних дротів для з'єднання на протилежному кінці з тикерним апаратом. Надрукований на друкарській машинці текст з'являвся на паперовій стрічці з протилежного кінця зв'язку. Апарат мав швидкість друку приблизно один символ у секунду.
Телеграфні стрічки з біржовими котируваннями були винайдені в 1867 році Едвардом Калаханом, співробітником Американської телеграфної компанії, який згодом заснував корпорацію ADT
Тепер курси останніх біржових угод відображаються у вигляді рухомого рядка на табло. На моніторі комп'ютера відображення може бути як у вигляді таблиці цін, так і у вигляді графіків, що наочно демонструють динаміку змін.